# Révfülöp
Révfülöp [ˈreːfːyløp] ist eine Großgemeinde in Ungarn, die am Nordufer des Balaton (Plattensee) zwischen den Orten Balatonrendes und Balatonszepezd liegt.

## Lage
Größere Städte in der näheren Umgebung am Nordufer des Balaton sind:
- Tapolca
- Balatonfüred
- Veszprém

## Geschichte
Révfülöp wurde erstmals im 13. Jahrhundert urkundlich erwähnt. Später wurde der Ort eine wichtige Fährstelle (rév = ‚Fähre‘) zum Südufer.
Heute ist Révfülöp ein Ferienort. Auf den Hügeln zwischen Révfülöp und Kővágóörs gibt es mehrere Villen, welche zumeist auch einen privaten Weinberg besitzen.

## Touristische Ziele
Révfülöp ist insbesondere bei Wanderern bekannt. Im Jahr 2000 eröffnete ein neuer Aussichtsturm mit Blick auf Révfülöp und den Balaton. Zwischen Révfülöp und Kővágóörs befindet sich die Kirchenruine von Ecsérpuszta. Zudem führt der Balaton-Radweg durch Révfülöp.

## Verkehr
Révfülöp liegt an der 71-es főút und besitzt einen Bahnhof an der Bahnstrecke Börgönd–Tapolca. Schiffe verkehren nach Balatonlelle (Südufer), Balatonboglár (Südufer) sowie Badacsony (Nordufer).

## Persönlichkeiten
- Zsigmond Adrián (1934–1995), Offizier der Volksrepublik Ungarn

## Bildergalerie

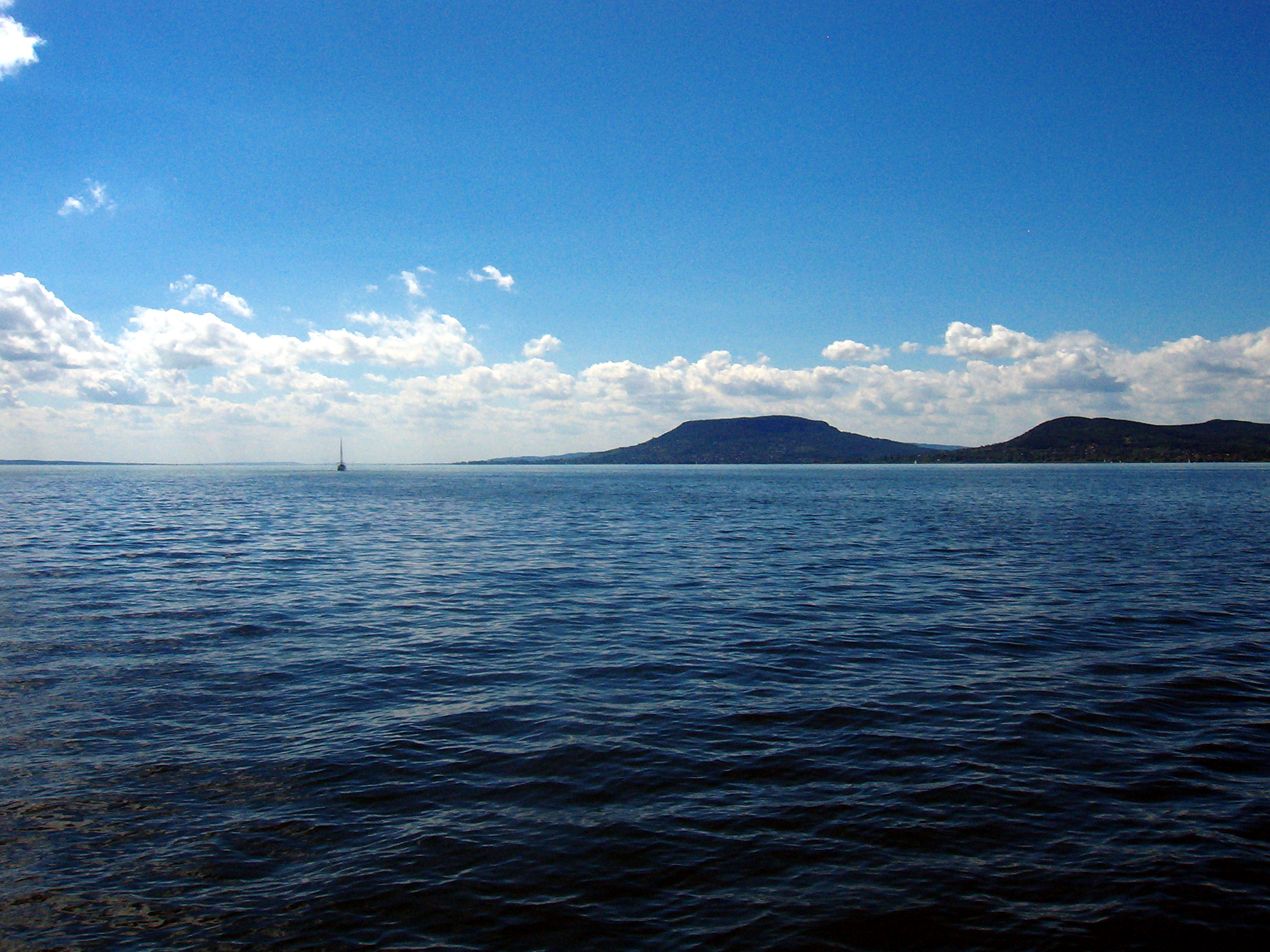
Der Berg Badacsony
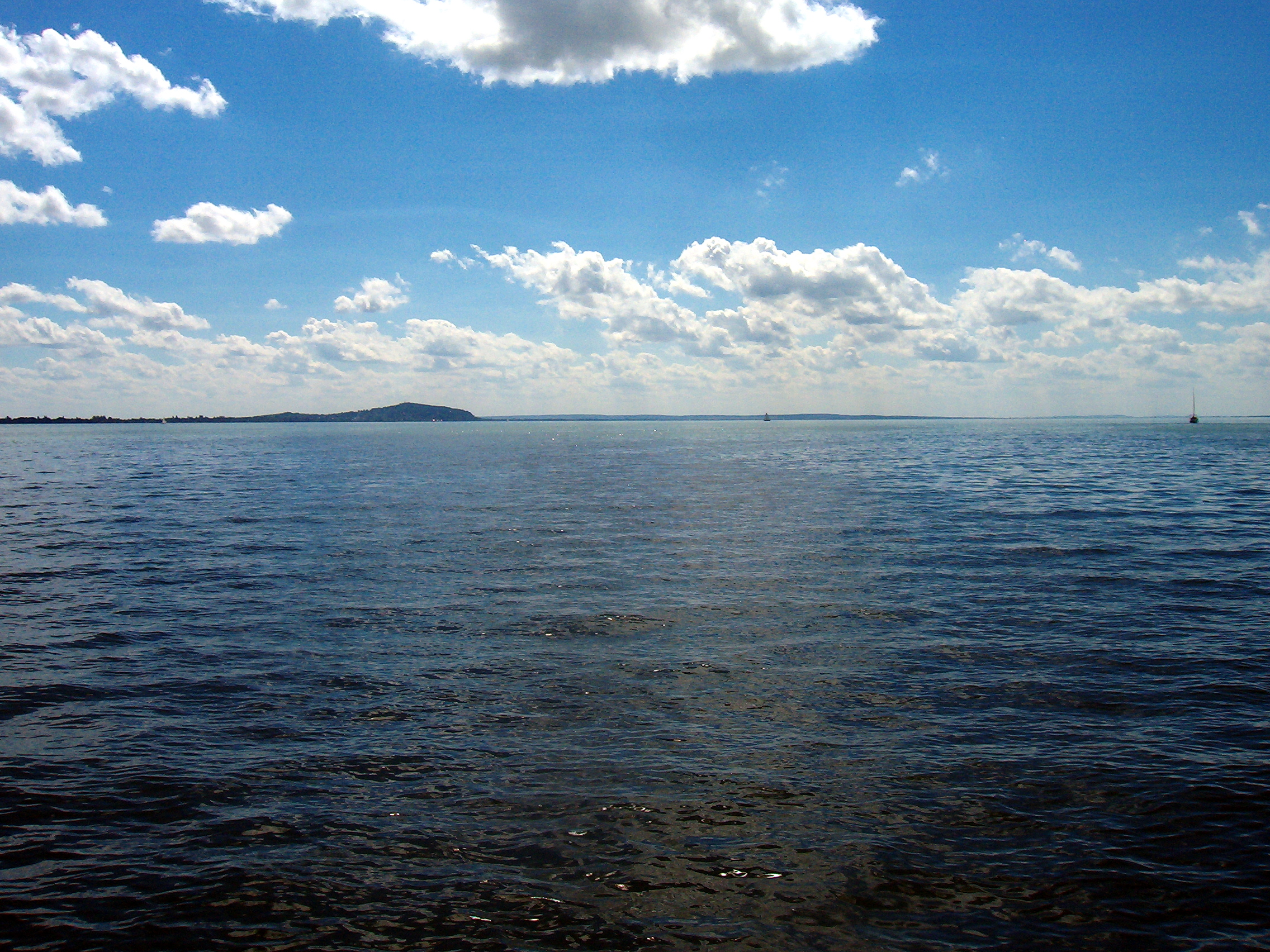
Blick von Révfülöp auf das Südufer
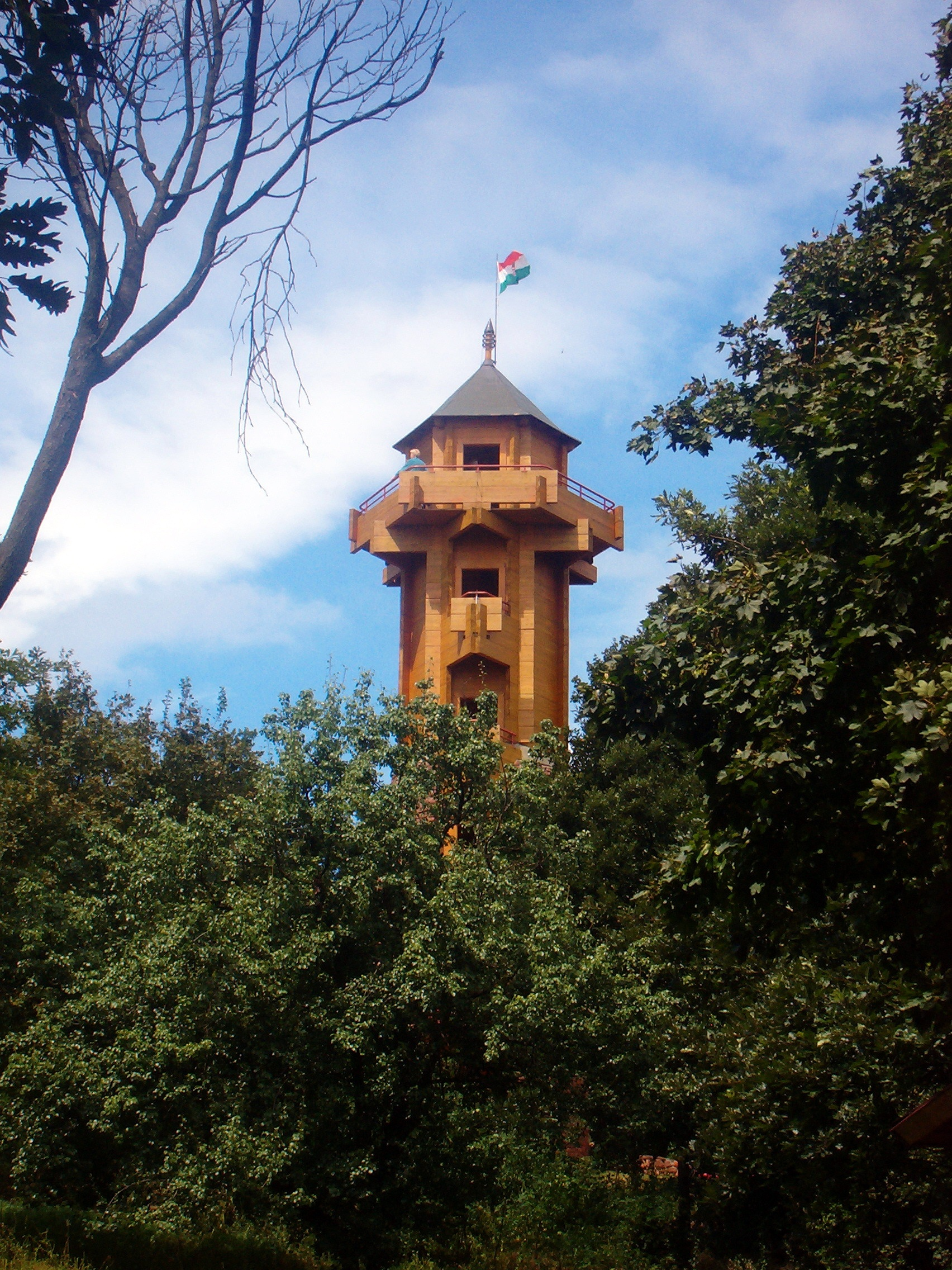
Aussichtsturm zwischen Révfülöp und Kővágóörs
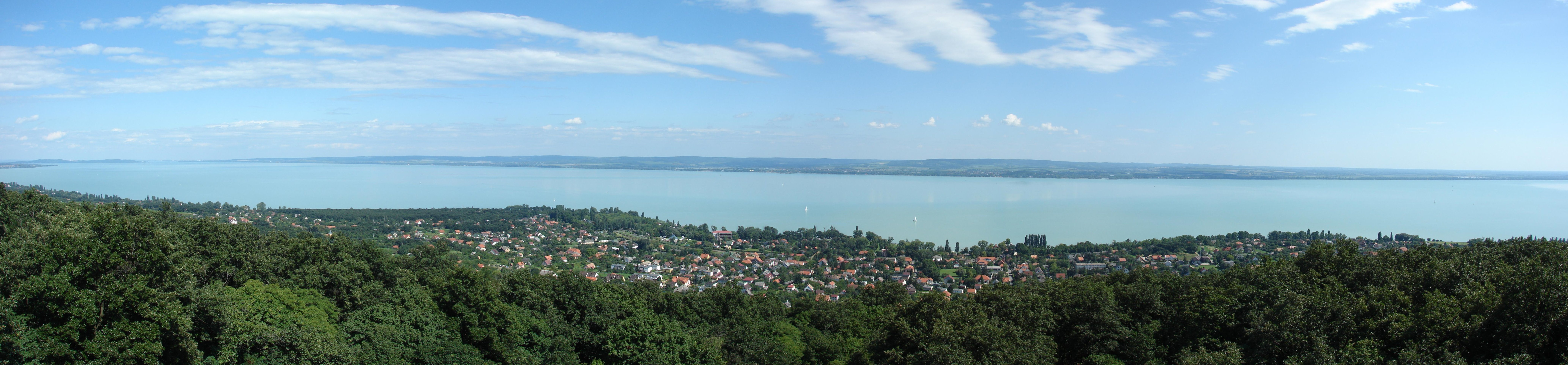
Panorama des Aussichtsturmes
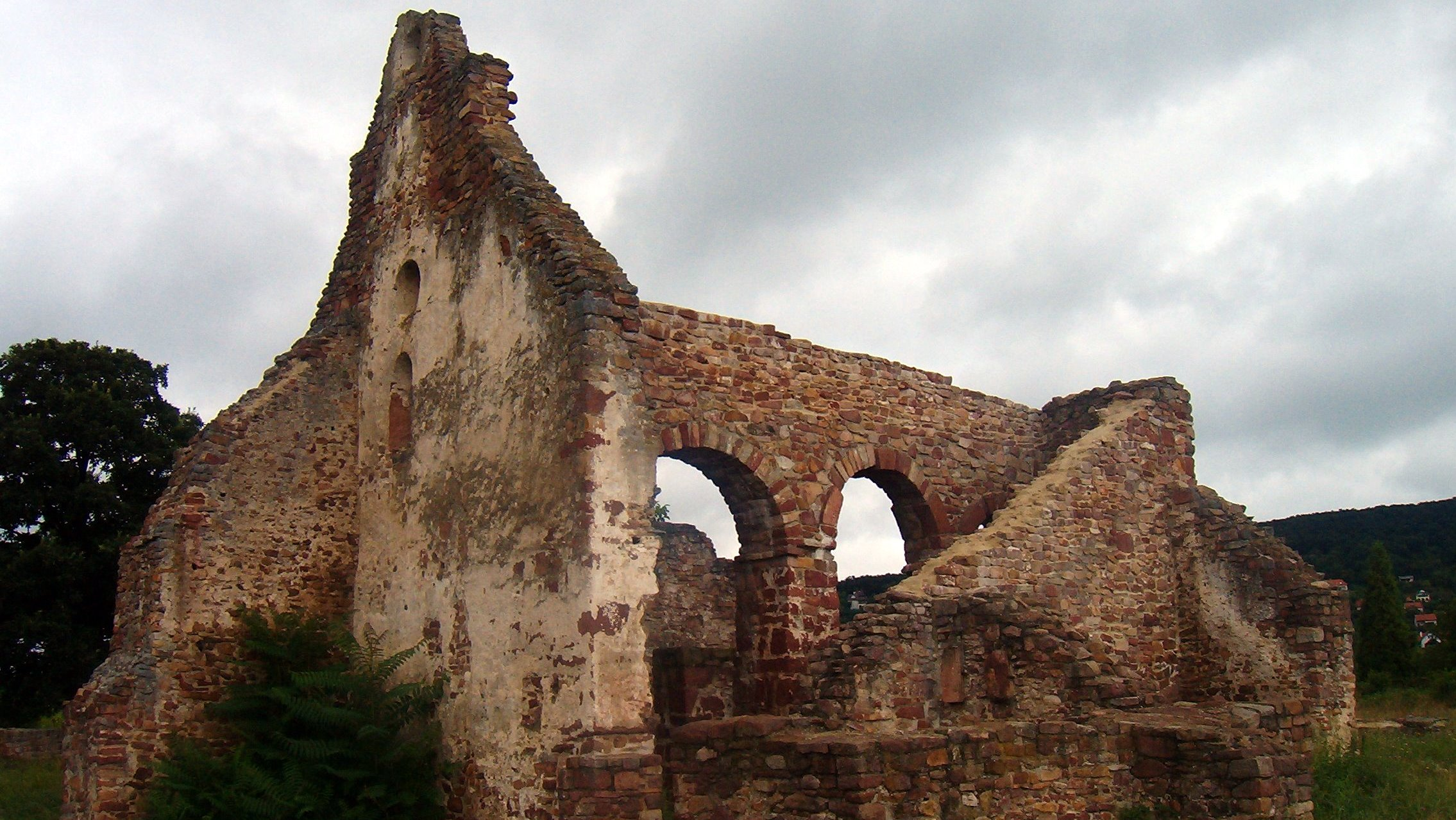
Kirchenruine von Ecsérpuszta
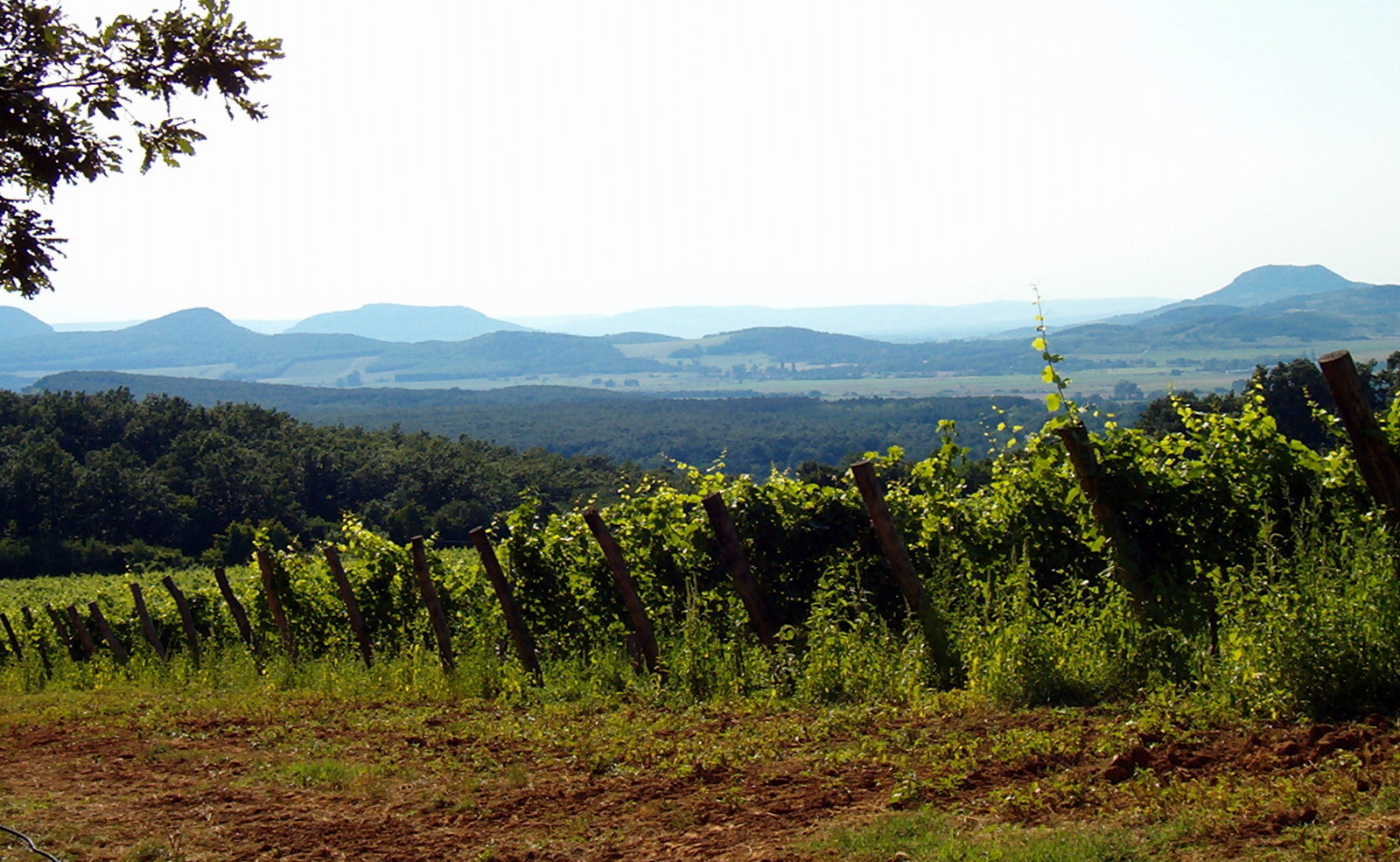
Weinberg zwischen Révfülöp und Kővágóörs